# Bombylius seminiger
Bombylius seminiger är en tvåvingeart som beskrevs av Becker 1906. Bombylius seminiger ingår i släktet Bombylius och familjen svävflugor. Inga underarter finns listade i Catalogue of Life.